# Операционен усилвател
Операционен усилвател (ОУ, opamp) е вид диференциален усилвател с несиметричен изход и имащ много голям коефициент на усилване.
Операционните усилватели се зараждат с аналоговите компютри, където се използват за извършване на математически операции в много линейни, нелинейни и честотно-зависими схеми. Популярността на операционния усилвател като основен елемент в аналоговата електроника се дължи на неговата гъвкавост. Използвайки отрицателна обратна връзка, характеристиките на схемата на операционния усилвател и неговият входен и изходен импеданс се определят от външни компоненти, но имат слаба зависимост от температурните коефициенти в самия операционен усилвател.
В днешно време операционните усилватели са сред най-широко използваните електронни устройства, намирайки приложение в множество потребителски, промишлени и научни инструменти. Повечето стандартни операционни усилватели струват стотинки за да се произведат. Все пак, някои хибридни операционни усилватели със специални експлоатационни качества могат да струват стотици левове.

## Определение
Операционният усилвател има два входа:
- неинвертиращ (в електронните схеми се обозначава с +)
- инвертиращ (обозначава се с −)

Изходното напрежение на ОУ е пропорционално на разликата в напреженията между неинвертиращия и инвертиращия входове:
{\displaystyle V_{out}=G(V_{+}-V_{-})}
Освен това Операционните усилватели са т.нар. „идеални“ усилватели заради тяхната „права“ на волт-амперната им характеристика. Т.е. с идеалната си кристална структура в чипа и точното оразмеряване на вътрешната им архитектура не внасят никакви Нелинейни изкривявания върху манипулирания сигнал.

## История
Операционните усилватели са изобретени още във времето на електронните лампи, сега те се произвеждат във формата на интегрални схеми, много често няколко усилвателя в един корпус.

## Разлики между реалния и идеалния ОУ
Реално изходното напрежение на усилвателя е ограничено отгоре и отдолу със стойността на захранващото напрежение. Коефициентът на усилване на ОУ може да надвиши 106 и не се нормира. Практически операционните усилватели винаги се използват в схеми с отрицателна обратна връзка. ОУ без обратна връзка се използва в качеството на компаратор.

## Схеми на базата на ОУ
Типична принципната схема на включване на операционния усилвател е показана на фигурата. Посредством резисторите Rf и Rg е реализиран делител на напрежение. 
{\displaystyle V_{-}={R_{f} \over R_{f}+R_{g}}V_{out}}
С отчитане на първото уравнение,
{\displaystyle V_{out}=V_{in}{1 \over {R_{f} \over R_{f}+R_{g}}+{1 \over G}}}
Колкото {\displaystyle G} е по-голям, толкова коефициентът на усилване клони към:
{\displaystyle {V_{out} \over V_{in}}\simeq {R_{f}+R_{g} \over R_{f}}}